# IOS 26
iOS 26 — дев'ятнадцятий і поточний основний випуск операційної системи iOS для iPhone від Apple. Її було анонсовано 9 червня 2025 року на Worldwide Developers Conference (WWDC). Ця версія є прямим наступником iOS 18 і була представлена разом з iPadOS 26, macOS Tahoe, watchOS 26, visionOS 26 та tvOS 26.
Починаючи з цієї версії iOS, усі операційні системи Apple використовуватимуть уніфіковані номери версій залежно від року їх випуску.

## Системні функції

### Інтерфейс користувача
iOS 26 представляє нову єдину мову дизайну для всіх платформ Apple, відому як Liquid Glass.
Під впливом visionOS, дизайн оновлює схему плоского дизайну, що використовується з iOS 7, використовуючи округлі, напівпрозорі елементи з «оптичними якостями скла» (включаючи заломлення).
Кілька програм (включаючи камеру та Safari серед інших) мають перероблені інтерфейси користувача, щоб відобразити нову мову дизайну.

### Штучний інтелект
iOS 26 представляє нові функції штучного інтелекту; вона підтримуватиме живий переклад голосових та текстових розмов за допомогою моделей на пристрої, а Genmoji тепер можна викликати для об'єднання існуючих емодзі без використання підказки. Ігровий майданчик зображень підтримуватиме ChatGPT.

### Повідомлення
Додаток «Повідомлення» підтримуватиме додавання фонів до розмов, опитувань та індикаторів набору тексту для групових чатів.

### Ігри
Новий додаток «Ігри» об'єднає ігри, встановлені на пристрої, та надасть доступ до Apple Arcade, а також до завдань і таблиць лідерів, що надаються через Game Center.

## Підтримувані пристрої
iOS 26 вимагає iPhone з A13 Bionic SoC або пізнішої версії, що означає припинення підтримки всіх iPhone з A12 Bionic SoC.
- iPhone 11
- iPhone 11 Pro та 11 Pro Max
- iPhone SE (2-го покоління)
- iPhone 12 та 12 Mini
- iPhone 12 Pro та 12 Pro Max
- iPhone 13 та 13 Mini
- iPhone 13 Pro та 13 Pro Max
- iPhone SE (3-го покоління)
- iPhone 14 та 14 Plus
- iPhone 14 Pro та 14 Pro Max
- iPhone 15 та 15 Plus
- iPhone 15 Pro та 15 Pro Max
- iPhone 16 та 16 Plus
- iPhone 16 Pro та 16 Pro Max
- iPhone 16e

## Цікаві факти
У липні 2025 року, як повідомило видання MacRumors, компанія Apple подала судовий позов проти відомого техноблогера Джона Проссера (власника YouTube-каналу Front Page Tech) та Майкла Рамаччіотті, яких звинуватила у незаконному доступі до конфіденційної інформації стосовно ще не анонсованої операційної системи iOS 26.
Бета-версія iOS 26 доступна для завантаження з 26 липня.